# Hrabstwo Somervell

Piramida wieku hrabstwa

Hrabstwo Somervell – hrabstwo położone w USA, w stanie Teksas. Utworzone w 1875 r. Siedzibą hrabstwa jest miasto Glen Rose. Według danych z 2023 roku liczy 9888 mieszkańców. Hrabstwo jest najbardziej wysuniętą na południowy–zachód częścią metroplexu Dallas/Fort Worth.
W hrabstwie znajdują się elektrownia jądrowa Comanche Peak, jedna z dwóch elektrowni jądrowych w Teksasie, oraz park stanowy Dinosaur Valley. 

## Sąsiednie hrabstwa
- Hrabstwo Hood (północ)
- Hrabstwo Johnson (wschód)
- Hrabstwo Bosque (południe)
- Hrabstwo Erath (zachód)

## Miasta
- Glen Rose

## Demografia
W latach 2010–2020 populacja hrabstwa wzrosła o 8,4% do 9205 mieszkańców. Według danych pięcioletnich z 2022 roku, 81,6% mieszkańców stanowili biali (77,9% nie licząc Latynosów), 18% Latynosi, 1,9% czarni lub Afroamerykanie, 10,8% było rasy mieszanej, 0,5% miało pochodzenie azjatyckie i 0,3% stanowiła rdzenna ludność Ameryki.

## Gospodarka
Średni dochód gospodarstwa domowego (dane z 2022) w hrabstwie wynosi 87 899 dolarów, zaś dochód na mieszkańca 39 037 dolarów. 9% mieszkańców żyje poniżej relatywnej granicy ubóstwa.